# Carnarvon (správní území)
Shire of Carnarvon je oblast nacházející v regionu Gascoyne, asi 900 km severně od australského Perthu (hlavní město oblasti Západní Austrálie).
Břehy Carnavornu omývá Indický oceán. Podnebí oblasti je tropické. V oblasti se nacházejí banánové plantáže, mnoho tropického ovoce a na volném moři se loví všelijaké pochoutky. Do Carnarvonu se dostanete bez problémů po silnici (auty i autobusovou dopravou) nebo letecky (i když některé silnice mohou být kvůli vydatným dešťům uzavřeny).

## Ekonomika
Zahradnictví. Zelenina je pěstována na 570 ha půdy, banánům je přiděleno 350 ha a ovocné stromy jsou vysazeny na 100 ha. Ze zeleniny můžeme jmenovat rajčata, citrusové plody, mango, avokádo a fazole. Plantáže jsou vysazovány podél toku řeky Gascoyne, 5–19 km do směrem do vnitrozemí.
Těžba soli a sádry. Těží se v jezeře MacLeod, 65 km severně od Carnarvonu. Jezero je blízko moře, vzniklo přehrazením přítoku mořské vody. Toto pobřežní jezero zaujímá 2072 čtverečních km. Je 110 km dlouhé a v nejširším místě měří 40 km. Geologický podklad jezera se skládá z 2 m široké vrstvy přírodního sádrovce překrytá asi 6 m silnou vrstvu halitu. Jezero se využívá i pro rekreaci.
Rybolov. V sezoně 1999/2000 bylo celkem vyloveno 5805 tun mořských živočichů, převážně krevet, měkkýšů, humrů a krabů. Ti jsou zpracováváni v závodech na březích Carnarvonu, Exmouthu and Shark Bay.
Pastýřství. 155800 km2 je využíváno k chovu ovcí.Většina farem se soustřeďuje na produkci masa a vlny. Nově se ale některé snaží o diverzifikaci. Přechází se na chov koz, citrusů, nebo slouží jako turistické atrakce.

## Surge Wall
V oblasti byla vystavena tzv. Surge Wall – 2.7 m vysoká zeď jako ochrana níže položených oblastí proti zaplavení a proti nárazům vln při tropických bouřích. Tato zeď je 1700 metrů dlouhá.
Přibližně každých pět let se objeví vážnější tropická bouře s následky. Ničivé bouře se objevují v cyklu asi 10 let. Můžeme zmínit např. Ingrid (1970), TC Beverly (1975), TC Hazel (1979), TC Herbie (1988), TC Vance (1999); (TC = Tropical cyclone). Nejničivější cyklóna zaznamenaná během 90 let měření The Bureau of Meteorology (BoM) se objevila v březnu 1960. Rychlost větru se pohybovala kolem 178 km/hod.

## Rekreace
Přímo ve městě se nacházejí zařízení pro kulturní vyžití: 
- Rekreační centrum
- Městský ovál
- Pozemky pro festivaly
- Kurty pro netbal (dívčí košíková)
- Skate park
- Bazén
- Sportovní kluby – fotbal, americký fotbal, kriket, basketbal, netbal atd.
- Divadlo Camel Lane

Zřídla. Byla objevena roku 1910. Jsou vzdálena 73 km od Carnarvonu. Množství vody je pod obrovským tlakem protlačeno skrz díry ve skále, někdy až 20 metrů vysoko. Celá oblast je chráněna jako rezervace.
One Mile Jetty. Celou jednu míli dlouhá hráz. Vybudováno v roce 1897. Hráz nabízí krásné panorama, hlavně při západu a východu slunce. V oblasti se nacházejí krabi bahenní.
Oblast Heritage. V oblasti se nachází původní Carnarvonský přístav s hrází a majákem. Je zde také muzeum Lighthouse cottage.
Zámořský telekomunikační satelit. Tzv. Overseas telecommunication Base oficiálně ukončila svoji činnost 31. března 1987. Carnavornská satelitní stanice byla první pozemní stanicí vybudovanou v Austrálii. Byla postavena pro zabezpečení komunikace mezi kosmonauty a Zemí během vesmírných misí Gemini a Apollo. Byla to první stanice, která vysílala živé vysílání mimo Austrálii (do Londýna) roku 1966 a která přenášela živé vysílání i zpět, do Západní Austrálie. 21. července 1969 – touto událostí byly Armstrongovy kroky na povrchu Měsíce, které nejprve obdržela Canberra, následně vysílané do Carnarvonu a poté koaxiálním kabelem přenášené do Perthu. 
Továrna na zpracování krevet a hřebenatek. Protože lov je sezonní záležitostí, je možné navštívit továrny mezi dubnem a říjnem.
Bibbawarra Bore. Vrt, původně vyhloubený kvůli těžbě uhlí roku 1905. Je hluboký 914 metrů. Dnes je z něj zřídlo 65 °C horké vody.
Red Bluff. Světově proslulé středisko surfingu. Vlny jsou vysoké od 1 do 6 metrů.
Plantáže. Jsou velmi oblíbené pro možnost kupování čerstvého tropického ovoce.
Korálový záliv. V zálivu lze provozovat nesčetně vodních sportů – potápění, projížďky výletních lodí, pozorování mořského života nebo krmení ryb.
Mount Augustus. Hora 450 km východně od Carnavornu. Vystupuje 1150 m nad úroveň moře a 858 m nad úroveň okolního terénu. Mount Augustus je dvakrát tak velká jako skála Ayers Rock, ale je obklopená nízkým křovím. Ayers Rock je monolit, zatímco Mt. Augustus je rýhovaný masiv s jednotlivými vrstvami. Žulová skála, která tvoří podklad, je 1650–1750 miliónů let stará.